# タタ・ヘキサ
 ヘキサ (HEXA)は、タタが製造販売している自動車である。

## 概要
「アリア」をベースとして、2016年2月のデリーモーターショーにて市販モデルを初公開した。
2017年1月、販売を開始した。